# رميزان بن غشام التميمي
الأمير رميزان بن غشام بن مسلط المزروعي العنبري التميمي أمير روضة سدير في نجد، ومن رواد الشعر النبطي القدماء، ولد في روضة سدير سنة 1007 هـ، وكان من أشهر فرسان زمانه كما كان من الشعراء البارزين واشتهر بالدهاء حتى لقّب في زمانه بالبطل الضرغام. والأمير الخطير، له مواقف مشهورة في سبيل الحصول على الإمارة في روضة سدير كما تحالف مع أشراف مكة، وقد قام ببناء أحد أكبر وأشهر السدود في الجزيرة العربية وهو سد السبعين على وادي سدير رغما عن البلدان المجاورة له ولاتزال آثار السد باقية إلى يومنا، وظل أميراً على روضة سدير لأكثر من عشرين عامًا، وقتل على يد ابن عمه سعود بن محمد الهلالي المزروعي التميمي سنة 1079 هـ ودفن في روضة سدير.

## نسبه
- هو رميزان بن غشام بن مسلط بن رميزان بن سعيد من عشيرة البوسعيد من فخذ المزاريع من بطن آل حماد من قبيلة بنو العنبر من قبائل بنو تميم، ويؤكد ذلك قوله:[5]

| لنا الطمع القاصي جديدٍ ودارس  |  | من الراس في عليا تميمٍ نسودها  |
| ولا طمحت همّاتنا صوب مطمع     |  | يعيب ولا رمنا القصا في عهودها |
| وان حل في شدّاتها عقد عمله    |  | لقومٍ فلا يومٍ حَلَلْنا عهودها     |
| وكم منزلٍ مما يلي القوم مخطر  |  | نزلنا بصبيانٍ رفاعٍ جدودها      |
| عنابرة من روس عمروٍ على القسا |  | تجود وبالشدّه قلاطي مدودها     |

- أمه من السيايرة من قبيلة بنو خالد وخاله هو جبر بن سيار أمير بلدة القصب والنسابة المعروف[6]

## نماذج من شعره
يعد رميزان التميمي شاعراً فحلاً من أعلام الشعر النبطي وأبرز شعراء عصره، ومن أشعاره:
| ما لي حذا سيفي صديقٍ صادق     |  | يضحك إلى ما ناش حد المفصل     |
| ومن كان يبغي الهم يجلي خاطره |  | يرخى الحسام على الهموم وتنجلي |

والبيت الشهير:
| ليت الذي حدر الثرى ظاهر الثرى |  | وليت الذي فوق الثرى في لحودها |

وأيضاً قال
| إلى ايتفى سيفٍ وقلبٍ صاطي |  | راحت جموعٍ كيدها بنحورهـا |

ويراد بذلك عكس المقولة المعروفة أن الشجاعة تغلب الكثرة .

## بنائهسد السبعين
مدينة روضة سدير هي أول من يستقبل سيل وادي سدير، وكانت قبل إقامة هذا السد منخفض مجراه عن المدينة ولاتستفيد منه إلا فائدة بسيطة، ففكر الأمير رميزان بن غشام بوضع حاجزا يرفع الماء إلى مستوى نخيل المدينة ومزارعها لكي ترتوي ومازاد ياخذ مجراه مع وادي سدير إلى بقية البلدان الأخرى، وقد عارضت هذا الإجراء البلدان المجاورة لأنه حدث في نفس الوادي بعد أن كانوا فضلاء مفضولين في حق السيل، فأعلنوا مخالفتهم وغضبهم من هذا المشروع، ولكن الأمير رميزان بن غشام تصدى لهم بكل حزم وقوة وحاربهم وتغلب عليهم وأقام هذا السد الذي جعل له سبعين معبر وذلك سبب تسميته بالسبعين، ويضاف أحيانا إلى الأمير رميزان فيقال سبعين رميزان ومنذ ذلك الحين ومدينة الروضة تاخذ حصة الأسد من سيل وادي سدير وفي هذا يقول الأمير رميزان بن غشام:

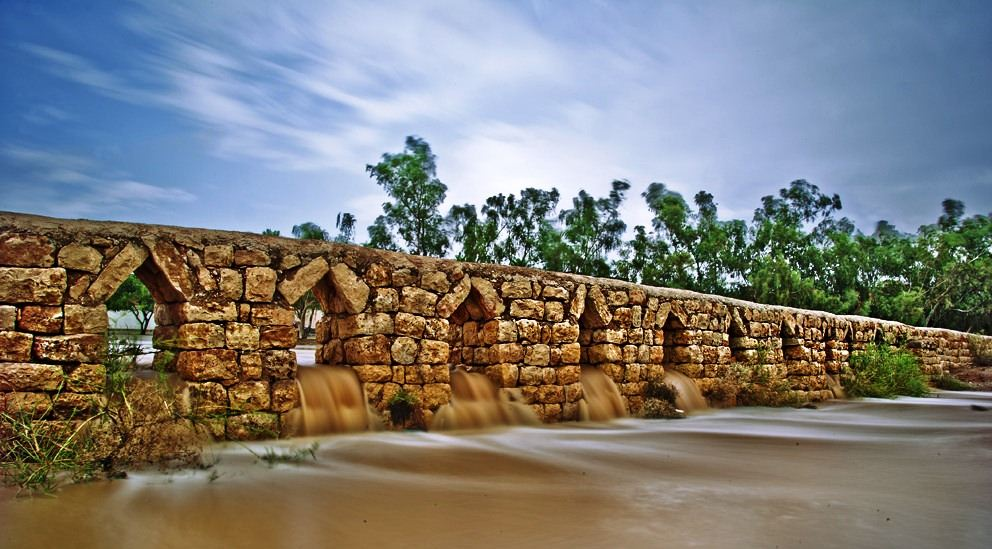
صورة سد السبعين الذي أقامه رميزان

| لي ديرة ياجبر من فوق منشع  |  | محالها باليل يسهر رقودها    |
| حكرنا لها وادي سدير غصيبة  |  | بسيوفنا اللي مرهفات حدودها  |
| جرى لنا في مفرق السيل وقعة |  | اللي حضرها مالك الله يعودها |